# A Canterbury Tale
A Canterbury Tale is een Britse dramafilm uit 1944 onder regie van Michael Powell en Emeric Pressburger.

## Verhaal
Een Britse soldaat, een Amerikaanse soldaat en een boerenmeisje ontmoeten elkaar in een Engels dorp op de weg naar Canterbury. Het plaatsje is in de ban van een geheimzinnige figuur, die 's nachts het haar vastlijmt van meisjes die optrekken met soldaten. Ze besluiten samen de man op te sporen.

## Rolverdeling
| Acteur          | Personage                         |
| --------------- | --------------------------------- |
| Eric Portman    | Thomas Colpeper                   |
| Sheila Sim      | Alison Smith                      |
| Dennis Price    | Peter Gibbs                       |
| John Sweet      | Bob Johnson                       |
| Esmond Knight   | Verteller / Soldaat / Dorpsidioot |
| Charles Hawtrey | Thomas Duckett                    |
| Hay Petrie      | Woodcock                          |
| George Merritt  | Ned Horton                        |
| Edward Rigby    | Jim Horton                        |
| Freda Jackson   | Prudence Honeywood                |
| Betty Jardine   | Fee Baker                         |
| Eliot Makeham   | Organist                          |
| Harvey Golden   | Sergeant Roczinsky                |
| Leonard Smith   | Leslie                            |
| James Tamsitt   | Terry                             |